# Juan Martín Parodi
Juan Martín Parodi, vollständiger Name Juan Martín Parodi González, (* 22. September 1974 in Paysandú oder Montevideo) ist ein ehemaliger uruguayischer Fußballspieler.

## Karriere

### Verein
Der 1,71 Meter große, „el ñato“ genannte Mittelfeldakteur Parodi begann seine Karriere 1993 bei Nacional Montevideo. Im selben Jahr debütierte er dort in der Primera División. 1996 verließ er die Bolsos, für die er in jenem Jahr aber mindestens noch bis zum Clásico am 18. August auflief, und schloss sich dem argentinischen Verein Deportivo Español an. Nach dem Abstieg in die Nacional B verließ er die Argentinier 1998 und wechselte nach Mexiko zu Toros Neza. 30 Spiele und drei Tore stehen dort für ihn zu Buche. 1999 führte ihn sein Weg erneut nach Argentinien, wo er bis 2000 beim Club Atlético Huracán unter Vertrag stand. Bei Huracán erhielt er jedoch wenig Einsatzzeit und kehrte im selben Jahr nach Mexiko zurück. Dort war er zunächst für CD Zacatepec aktiv, stand 2001 in Reihen von Toros Neza und kam 2002 abermals für Zacatepec in 17 Spielen (zwei Tore) zum Einsatz. In Apertura und Clausura 2002 bzw. 2003 lief er – mittlerweile wieder nach Argentinien gewechselt – in insgesamt 30 Partien für Colón de Santa Fe auf und erzielte drei Treffer. Es folgte ab 2003 eine Station in Europa. Dort verbrachte er die Spielzeiten 2003/04 und 2004/05 beim griechischen Klub Panionios. Für die Griechen absolvierte 37 Ligaspiele, in denen er insgesamt sieben Tore schoss. Anschließend setzte er seine Karriere 2005 in Paraguay bei Olimpia Asunción fort. Von 2006 bis 2007 stand er in den Vereinigten Arabischen Emiraten bei Al-Ahli unter Vertrag. 2007 schloss er sich dem uruguayischen Erstligisten Defensor an. Dort spielte er mindestens bis zum Abschluss der Clausura 2008 und gewann mit der Mannschaft den Meistertitel der Spielzeit 2007/08. in 17 Spielen (drei Tore) 2008 und – unterbrochen von einem Engagement in der Spielzeit 2008/09 bei Olympiakos Volos mit zwölf für ihn torlosen Einsätzen – erneut 2010 stand er in Kolumbien bei Deportivo Pereira unter Vertrag. 2010 lief er in vier Ligabegegnungen für Pereira auf und schoss ein Tor.

### Nationalmannschaft
Parodi war Mitglied der A-Nationalmannschaft Uruguays, mit der er an der Copa América 2004 teilnahm. Beim Turnier debütierte er am 7. Juli 2004 in der Celeste, als er in der Partie gegen die Nationalmannschaft Mexikos in der 74. Spielminute für Diego Forlán eingewechselt wurde. Im Spiel um Platz 3 gegen Kolumbien am 24. Juli 2004 bestritt er sein zweites Länderspiel, welches gleichzeitig sein erstes und einziges in der Startformation war. Sein letzter Einsatz für das Nationalteam datiert vom am 12. Oktober 2004, als er in der WM-Qualifikation im Aufeinandertreffen mit Bolivien erneut – dieses Mal für Mario Regueiro – eingewechselt wurde. Alle drei Länderspiele absolvierte er unter Nationaltrainer Jorge Fossati. Ein Länderspieltor erzielte er nicht.

### Erfolge
- Uruguayischer Meister 2007/08